# NSP2

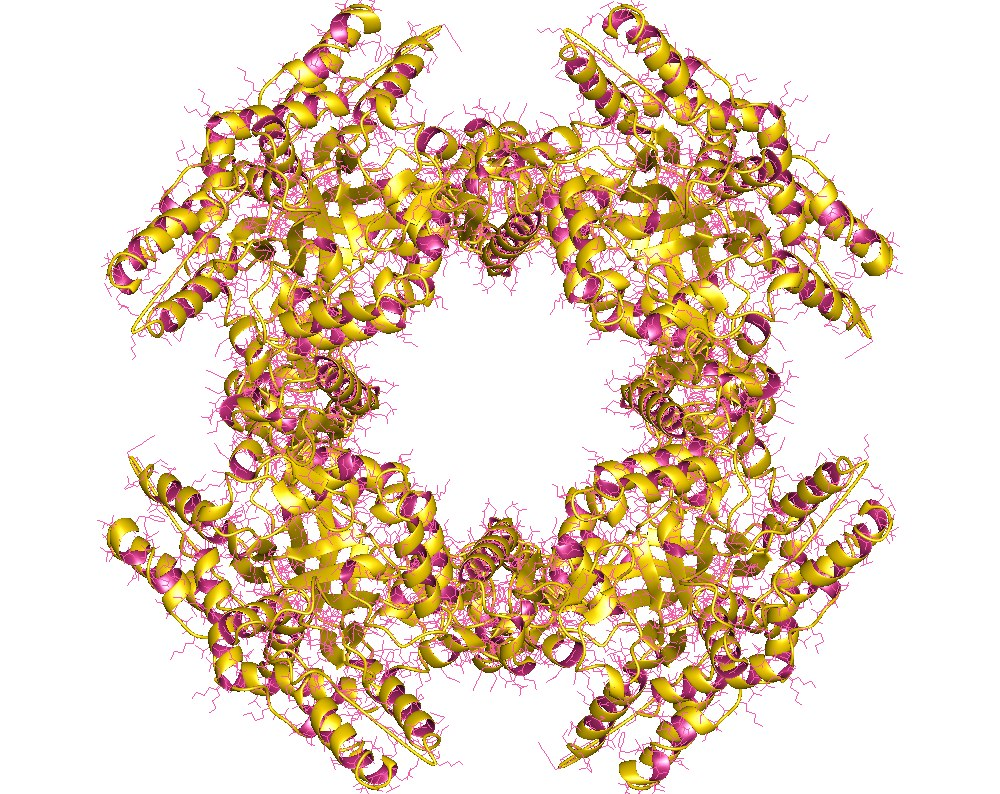
NSP2 oktamer, Human rotavirus.

NSP2 es un rotavirus no estructural de proteínas de unión ARN que se acumula en inclusiones citoplásmicas (viroplasmas) y es necesario para la replicación del genoma. El NSP2 está estrechamente asociada in vivo con la replicasa viral. La proteína no estructural NSP5 juega un papel en la estructura de viroplasmas mediadas por su interacción con el NSP2.